# IC 5212
IC 5212 је спирална галаксија у сазвјежђу Ждрал која се налази на листи објеката дубоког неба у Индекс каталогу.
Деклинација објекта је - 38° 2' 16" а ректасцензија 22h 23m 30,2s. Привидна величина (магнитуда) објекта IC 5212 износи 13,8 а фотографска магнитуда 14,6. IC 5212 је још познат и под ознакама ESO 345-6, AM 2220-381, PGC 68739.